# Europaparlamentsvalet 2009
Europaparlamentsvalet 2009 (EP-valet 2009) ägde rum den 4–7 juni 2009 i Europeiska unionens medlemsstater och var det sjunde allmänna och direkta valet till Europaparlamentet med syfte att välja ledamöterna av Europaparlamentet för valperioden 2009–2014. Valdeltagandet sjönk till 42,98 procent, det lägsta valdeltagandet sedan det första direkta valet 1979. Därmed fortsatte den obrutna trenden med ett avtagande valdeltagande.
Inget europeiskt politiskt parti erhöll egen majoritet i valet, men med mer än 32 procent av rösterna stärkte Europeiska folkpartiet (EPP) sin position som det största europeiska partiet. Samtidigt lyckades Europeiska socialdemokratiska partiet (PES) inte att vända trenden med ett allt lägre väljarstöd sedan valet 1994 och hamnade under 18 procent. Europeiska liberala, demokratiska och reformistiska partiet (ELDR) och Europeiska gröna partiet (EGP) gick däremot framåt i valet.
Efter valet valdes Jerzy Buzek (EPP) till ny talman och José Manuel Barroso (EPP) omvaldes som Europeiska kommissionens ordförande för en andra mandatperiod. Efter ett utdraget utnämningsförfarande kunde kommissionen Barroso II tillträda den 10 februari 2010.

## Bakgrund
Valet 2009 var det sjunde allmänna och direkta valet till Europaparlamentet sedan 1979. Det var det första valet som Bulgarien och Rumänien deltog i tillsammans med övriga medlemsstater. I likhet med tidigare val reglerades valet av både europeisk och nationell rätt, vilket innebar att valsystemet i viss mån skiljde sig från medlemsstat till medlemsstat, men att vissa principer var gemensamma överallt i unionen.
Europeiska rådet hade ursprungligen som plan att Lissabonfördraget skulle träda i kraft den 1 januari 2009, i god tid innan valet i juni månad. Planen sprack emellertid på grund av en irländsk folkomröstning under 2008 som gav ett negativt utslag till fördraget och försenade ratificeringsförfarandet. Fördraget trädde därför i kraft den 1 december 2009 och valet ägde istället rum i enlighet med Nicefördragets bestämmelser. Detta innebar att antalet mandat som tillsattes genom valet var 736 istället för 751. Om Lissabonfördraget hade trätt i kraft innan valet hade ett nytt utnämningsförfarande tillämpats efter valet vid utnämningen av Europeiska kommissionens ordförande vilket skulle ha gett Europaparlamentsvalet större betydelse. Istället sköts användandet av dessa nya bestämmelser upp till valet 2014.

## Utformning

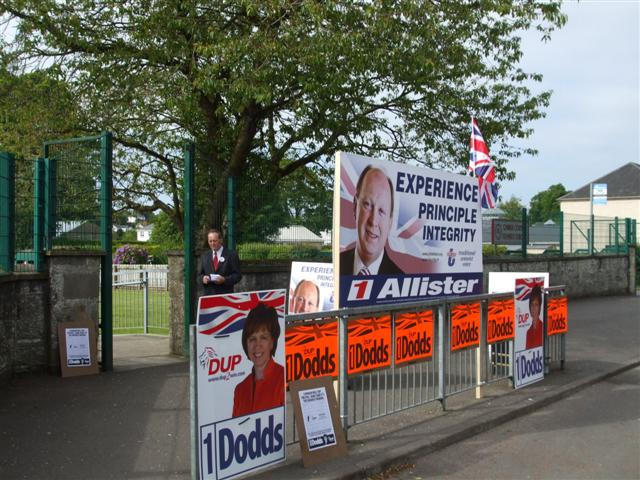
Valaffischer i Storbritannien.

Valet var utformat i enlighet med de bestämmelser som fanns fastställda i unionens fördrag, akten om val till Europaparlamentet samt ett direktiv från 1993. Utöver de bestämmelser som fanns på europeisk nivå kunde varje medlemsstat själv anta bestämmelser för att reglera övriga delar av valets utformning. Detta innebar att valsystemet i viss mån skiljde sig åt mellan medlemsstaterna och fick, i kombination med den icke-samordnade valrörelsen som till stor del fokuserade på nationell politik istället för europeisk politik, konsekvensen att valet antog formen som 27 parallella nationella val.
I korthet innebar de gemensamma bestämmelserna att valet skulle vara proportionellt på nationell nivå, att varje unionsmedborgare som var bosatt i en medlemsstat där han eller hon inte var medborgare skulle ha rösträtt på samma villkor som de egna medborgarna i medlemsstaten och att valet skulle äga rum i respektive medlemsstat under en eller flera av de fyra valdagar som var fastställda på unionsnivå. Valresultatet från medlemsstaterna fick inte offentliggöras förrän valet hade avslutats i hela unionen. Det var inte tillåtet för en väljare att rösta i flera av medlemsstaterna, men på grund av dålig samordning mellan de nationella valmyndigheterna kunde vissa unionsmedborgare med dubbelt medborgarskap ändå rösta i mer än en medlemsstat.
I valet röstade väljarna på sina respektive nationella partier. Vissa av dessa nationella partier tillhörde europeiska partier och kunde på så sätt samordna sina valrörelser över statsgränserna. Konsolideringen av de europeiska partierna hade ytterligare stärkts genom en förordning under 2007, men fungerade trots det fortfarande mer som paraplyorganisationer än riktiga partier. De valda ledamöterna av Europaparlamentet bildade efter valet olika politiska grupper.

### Valdagar
I enlighet med akten om val till Europaparlamentet ägde valet rum med början på torsdagen efter den första måndagen i juni månad. Detta innebar att valet hölls den 4–7 juni 2009. Varje medlemsstat hade möjlighet att förlägga sin del av valet under en eller flera av dessa valdagar. De flesta medlemsstater valde att hålla sin del av valet under söndagen den 7 juni, men några medlemsstater valde att hålla valet under de övriga veckodagarna på grund av andra traditioner. Valet hölls under torsdagen i Nederländerna och Storbritannien, under fredagen i Irland och under lördagen i Cypern, Lettland, Malta och Slovakien. Italien och Tjeckien höll valet under två på varandra följande dagar; i Italien under lördagen och söndagen och i Tjeckien under fredagen och lördagen. Frankrikes utomeuropeiska områden röstade den 6 juni på grund av skillnaden i tidszonerna. I övriga 18 medlemsstater hölls valet under söndagen.

### Politiska manifest

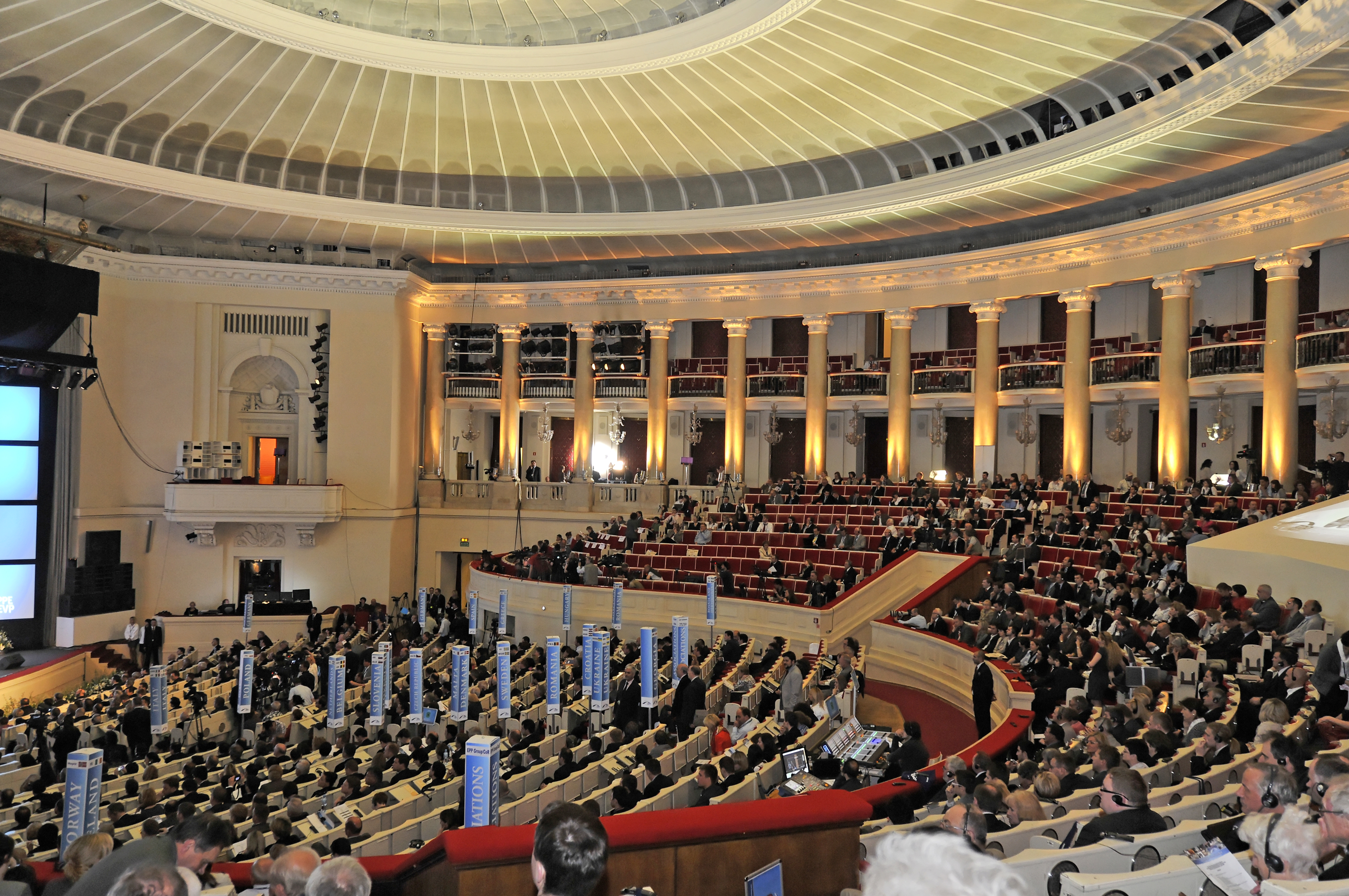
Europeiska folkpartiets partikongress i Warszawa den 29 april 2009.

Inför valet 2004 stärktes den rättsliga statusen för de europeiska partierna och Europeiska gröna partiet (EGP) försökte som första europeiska parti bedriva en sammanhållen europeisk valrörelse. I valet 2009 följde de andra etablerade europeiska partierna, Europeiska folkpartiet (EPP), Europeiska socialdemokratiska partiet (PES), Europeiska liberala, demokratiska och reformistiska partiet (ELDR) och Europeiska vänsterpartiet (EV), efter i olika hög grad. Dessa europeiska partier antog politiska manifest med syfte att skapa tydligare politiska alternativ på europeisk nivå, men också för att samordna valrörelsen i de olika medlemsstaterna på ett bättre sätt för att skapa en mer sammanhållen europeisk debatt.
De politiska manifesten antogs under slutet av 2008 och början av 2009. De fokuserade främst på hur den finansiella krisen skulle lösas och hur liknande framtida kriser skulle kunna förhindras. Även miljö, säkerhetspolitik, en gemensam migrationspolitik, demokrati, en fördjupad gemensam utrikes- och säkerhetspolitik och reformeringen av unionens jordbrukspolitik stod på agendan.
ELDR antog sitt manifest den 31 oktober 2008. Den 29 november 2008 antog EV sitt manifest. PES antog sitt manifest den 1 december 2008 och EGP antog sitt manifest i början av 2009. EPP antog sitt valmanifest den 30 april 2009 under sin kongress i Warszawa, Polen.

## Valrörelse

### Informationskampanj

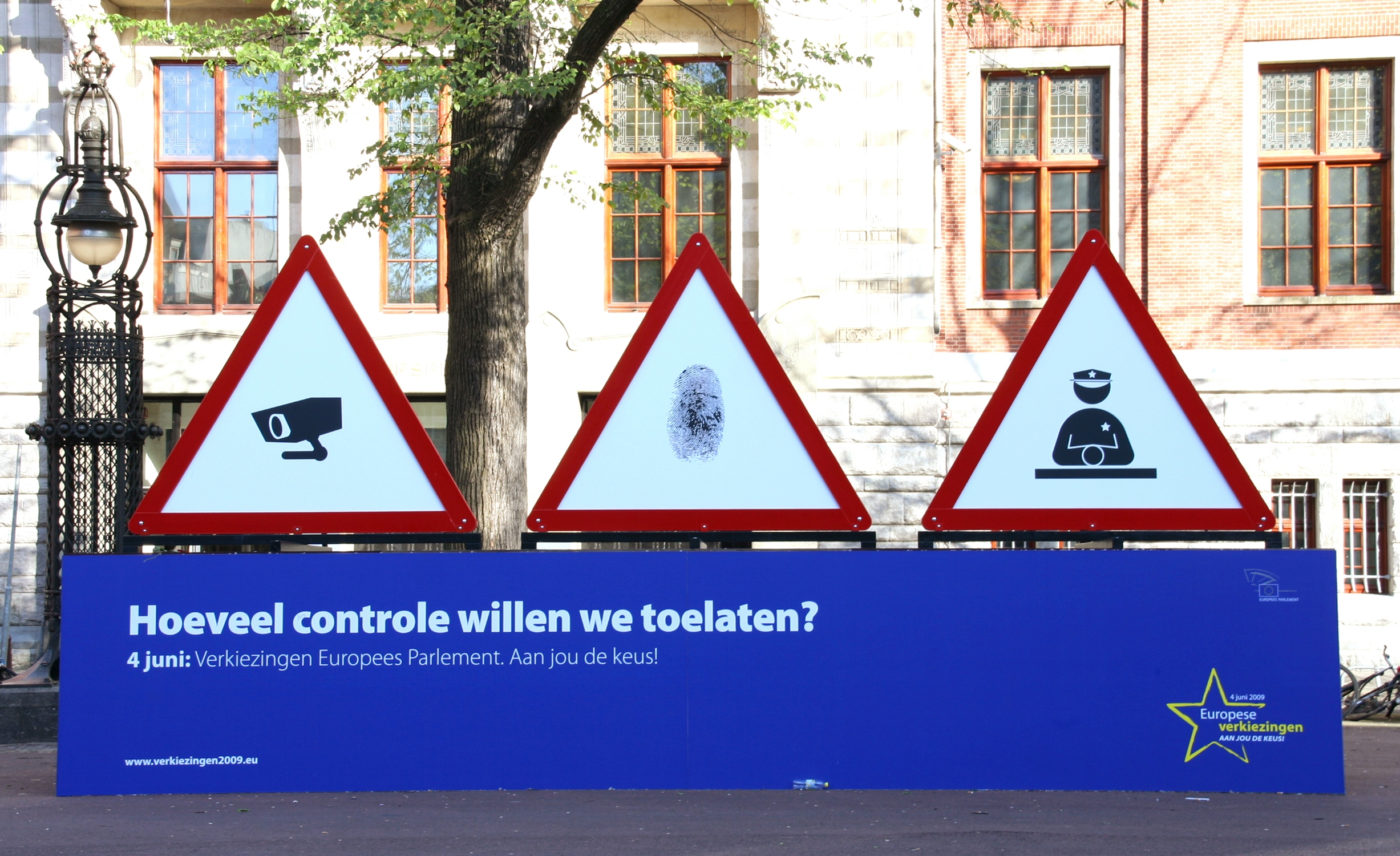
Exempel på valmaterial som Europaparlamentet finansierade.

För att höja valdeltagandet genomförde Europaparlamentet i samarbete med några av unionens övriga institutioner en gemensam offentlig informationskampanj med slogan Du väljer! inför valet. Med start den 17 mars 2009 påbörjades denna kampanj i form av reklam på internet, affischer och skyltar. Tio olika teman utarbetades med fokus på bland annat konsument-, energi-, och säkerhetspolitik på samtliga unionens officiella språk samt eventuella regionala språk. I varje medlemsstat användes de fyra teman som ansågs mest lämpade just där. Veckorna innan valet avtog Europaparlamentets kampanj för att inte påverka den partipolitiska debatten. Huvudsyftet med kampanjen var att informera väljarna om parlamentets ökade befogenheter och betydelse sedan valet 2004, men målet att öka valdeltagandet misslyckades. Engagemanget hos de nationella regeringarna för att höja valdeltagandet varierade kraftigt mellan medlemsstaterna.
Europaparlamentet startade i september 2008 en egen webbaserad tevekanal EuroparlTV med syfte att nå ut med information och nyheter direkt från parlamentet. Kanalen var en del av parlamentets ambition att stärka sin öppenhet och tillgänglighet för allmänheten innan valet.

### Politiska kampanjer
Inget europeiskt parti kampanjade öppet för en specifik kandidat till befattningen som kommissionsordförande. Europeiska folkpartiet (EPP) stödde förvisso ett återval av José Manuel Barroso (EPP), men bedrev ingen öppen valrörelse för detta. Europeiska socialdemokratiska partiet (PES) misslyckades med att enas om en kandidat, vilket gjorde att många väljare uppfattade att valet av den nya ordföranden för kommissionen var bestämt på förhand.
De partipolitiska kampanjerna och debatterna präglades, i likhet med tidigare val till Europaparlamentet, av nationella frågor snarare än europeiska frågor. I praktiken bedrevs 27 parallella och olika valrörelser; en i varje medlemsstat. Särskilt i de medlemsstater där även nationella, regionala eller lokala val ägde rum låg fokus främst på nationella frågor. Den europeiska dimensionen stärktes dock genom ett ökat engagemang i valet från europeiska politiker och genom de europeiska partiernas ökade synlighet, vilken förstärktes genom genomslaget av internet och paneuropeiska massmedier.
De nationella valrörelserna styrdes i första hand av dynamiken mellan den nationella regeringen och oppositionen. I vissa fall överskuggades valet av korruptionsskandaler eller motsvarande kontroverser; i Storbritannien uppdagades en ”utgiftsskandal” som fick flera Labour-politiker att lämna regeringen, i Italien uppmärksammades premiärministerns privatliv och påstådda missbruk av offentliga medel och i bland annat Rumänien, Tjeckien och Österrike spelade högerextrema eller populistiska partier en viktig roll. I vissa medlemsstater återupplivades också diskussionen om det nationella medlemskapet i unionen, trots att detta inte var någon fråga för Europaparlamentet. I andra medlemsstater, såsom Danmark, stod frågan om det nationella medlemskapet mindre i fokus än i tidigare val. Även frågan om unionens utvidgning, i synnerhet Turkiets eventuella framtida anslutning, väckte debatt.
I de fall gränsöverskridande kampanjer genomfördes var det sällan av ideologiska skäl, utan snarare för att nå ut till egna medborgare i en annan medlemsstat eller andra unionsmedborgare som talade samma språk. Då europeiska frågor diskuterades låg fokus ofta på hur mycket unionen skulle få bestämma i förhållande till medlemsstaten själv. Debatterna tog oftare sin utgångspunkt i ett nationellt än ett ideologiskt tänkande. Organisationen för säkerhet och samarbete i Europa (OSSE) pekade i sin valobservation ut Sverige som ett exempel på en medlemsstat där de europeiska frågorna dominerade över de nationella frågorna.

### Mediebevakning
Precis som den politiska valrörelsen varierade mediebevakningen från medlemsstat till medlemsstat. Endast ett fåtal mediebolag existerade på europeisk nivå medan de flesta var nationellt baserade. I allmänhet bevakades valet i betydligt mindre utsträckning än ett nationellt parlamentsval. Särskilt i de medlemsstater som samtidigt höll nationella, regionala eller lokala val hamnade valet till Europaparlamentet i skymundan. Detta ledde till att väljarna blev mindre informerade om valet.
Avsaknaden av mediebolag på europeisk nivå berodde främst på de språkliga och kulturella barriärerna mellan medlemsstaterna. Det fanns dock ett fåtal europeiska nyhetskanaler och -tidningar som bevakade valet intensivt, däribland den åttaspråkiga nyhetskanalen Euronews och den engelskspråkiga tidningen European Voice. Google tillhandahöll en tjänst för valbevakning enligt en modell som hade använts vid presidentvalet i USA 2008.

### Andra allmänna val
Folkomröstningar eller nationella, regionala och lokala val ägde rum parallellt med Europaparlamentsvalet i nio medlemsstater. Valdeltagandet i dessa medlemsstater var i genomsnitt högre än i övriga unionen. Luxemburg höll nationella parlamentsval medan regionala eller lokala val hölls i Belgien, Irland, Italien, Lettland och Malta samt i vissa delar av Storbritannien och Tyskland. Dessutom höll Danmark en folkomröstning om sin tronföljd.

## Rösträkning och rapportering

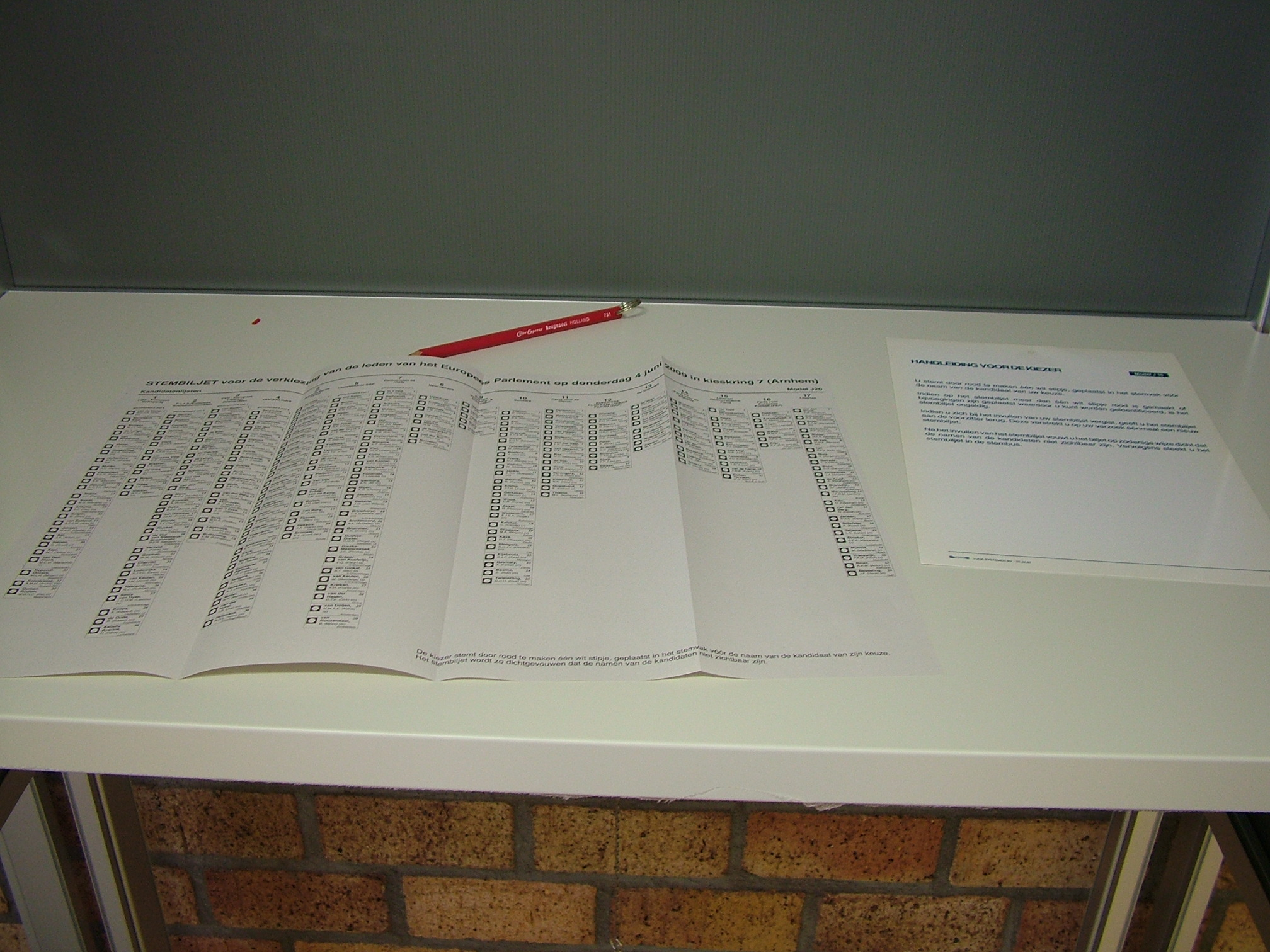
En nederländsk valsedel.

På grund av avsaknaden av en europeisk valmyndighet genomfördes valet av de nationella myndigheterna. Hur genomförandet av valet såg ut varierade från medlemsstat till medlemsstat. I vissa medlemsstater sköttes rösträkningen av en särskild valmyndighet, medan det i andra medlemsstater var inrikesdepartementet, regionala eller lokala myndigheter, högsta domstolen eller någon annan rättsinstans som hade ansvaret. Genomförandet och rösträkningen vid valet var mer eller mindre identiska med utformningen vid de nationella valen.
I enlighet med akten om val till Europaparlamentet fick valresultatet från en medlemsstat inte offentliggöras förrän valet hade avslutats i hela unionen. Detta innebar att valresultaten inte fick offentliggöras innan kl. 22.00 söndagen den 7 juni. Nederländerna, där valet genomfördes under torsdagen, bröt mot denna bestämmelse genom att massmedier och andra observatörer kunde följa rösträkningen och därmed presentera valresultatet redan innan söndagen, även om valresultatet offentliggjordes officiellt först efter den tillåtna tidpunkten. Europeiska kommissionen kritiserade Nederländerna för detta agerande och krävde en förklaring. Samma sak skedde redan i valet 2004. I andra medlemsstater som röstade innan söndagen förekom liknande problem, inte minst eftersom vallokalsundersökningar inte kunde förhindras från att offentliggöras. Som en följd av dessa problem uppkom en diskussion kring vad som egentligen menas med att ett valresultat offentliggörs.

## Valdeltagande

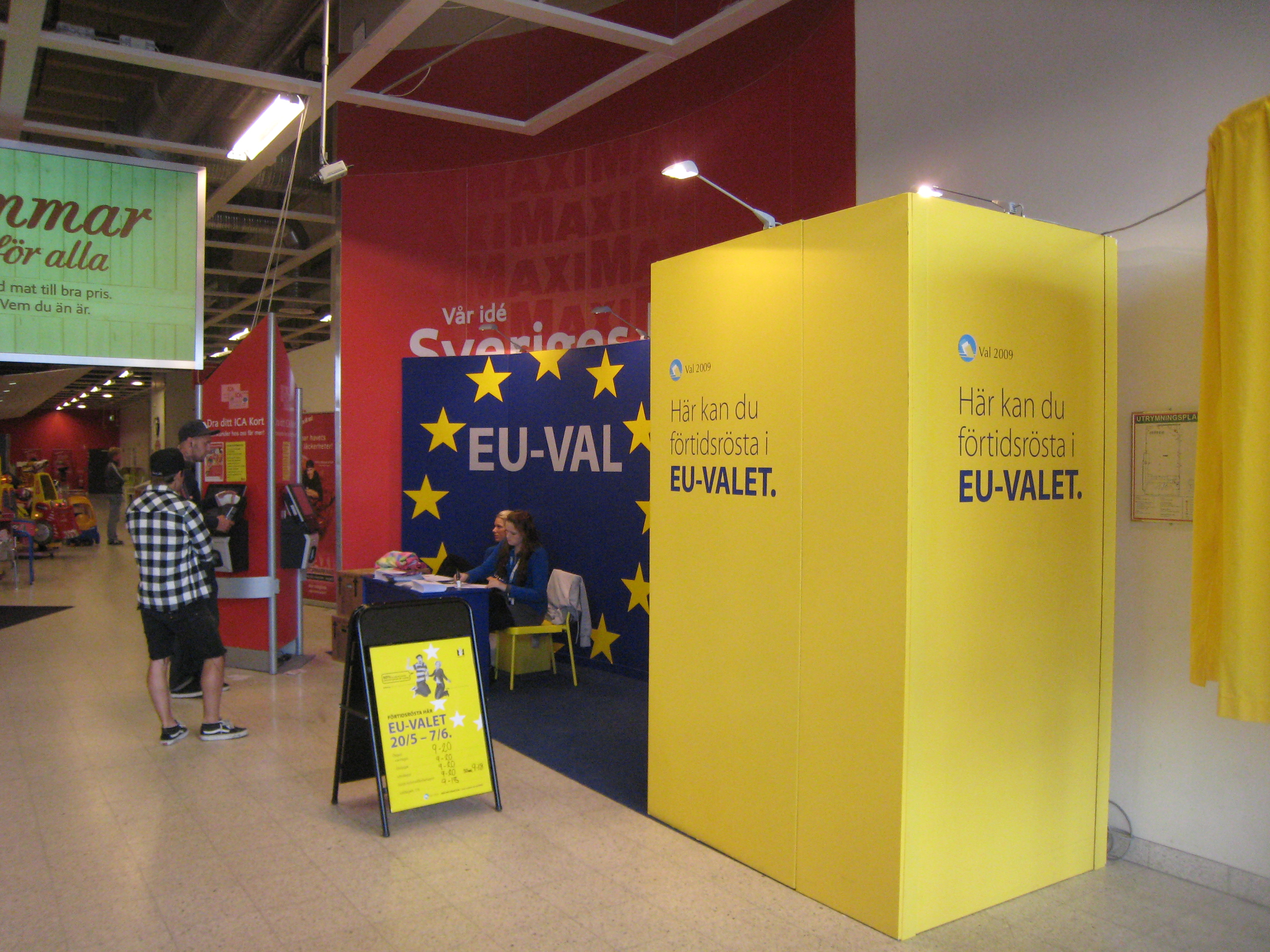
Förtidsröstning i Malmö, Sverige, var ett sätt att locka fler väljare.

Valdeltagandet i valet stod i fokus eftersom valdeltagandet hade sjunkit i varje tidigare val till Europaparlamentet sedan det första valet 1979. Valet 2009 var en chans för de som ville stärka Europaparlamentets demokratiska legitimitet att öka andelen väljare som faktiskt röstade i valet. Trots insatser från bland annat parlamentet självt lyckades trenden med allt lägre valdeltagande inte att brytas. Däremot dämpades nedgången något och nådde i snitt upp till 42,98 procent i hela unionen. Både valdeltagandet i sig och förändringen jämfört med valet 2004 varierade dock kraftigt mellan medlemsstaterna. I tio medlemsstater ökade valdeltagandet, medan det minskade i tolv medlemsstater och förblev på ungefär samma nivå i de övriga fem medlemsstaterna.
De största förändringarna återfanns i Estland, där valdeltagandet ökade från 26,83 procent till 43,88 procent, och i Litauen, där valdeltagandet sjönk från 48,38 procent till 20,98 procent. I tolv medlemsstater var valdeltagandet under 40 procent. I de medlemsstater som tillämpade obligatoriskt valdeltagande var valdeltagandet som väntat högre, även om det dock varierade kraftigt även bland dessa medlemsstater: Belgien med 90,39 procent, Luxemburg med 90,76 procent, Cypern med 59,40 procent och Grekland med 52,54 procent.
Det låga valdeltagandet tolkades av vissa som ett tecken på ett motstånd eller en likgiltighet till Europeiska unionen i allmänhet och dess institutioner i synnerhet. Eftersom det fanns ett antal euroskeptiska partier som ställde upp i valet kunde inte ett allmänt motstånd till unionen vara den enda orsaken. Dessutom visade opinionsmätningar utförda i unionen att majoriteten av medborgarna i de flesta av medlemsstaterna ansåg att medlemskapet i unionen var något önskvärt. Organisationen för säkerhet och samarbete i Europa (OSSE) menade att huvudorsaken till det låga valdeltagandet istället var unionens komplexitet, som gjorde medborgarna ointresserade och oengagerade. Trots att betydande resurser hade avsatts för att informera allmänheten om unionens funktionssätt kunde detta inte vända det avtagande valdeltagandet. Utöver rena informationskampanjer användes fler och mer tillgängliga val- och förtidsröstningslokaler för att höja valdeltagandet.

## Valresultat
Innan valet pekade opinionsmätningar på att Europeiska folkpartiet skulle bibehålla sin position som största politiska parti i Europaparlamentet. Valresultatet bekräftade denna bild och innebar samtidigt att Europeiska socialdemokratiska partiet med sina knappt 18 procent av rösterna misslyckades att vända trenden med ett allt lägre väljarstöd. Även Europeiska vänsterpartiet (EV) och Alliansen för nationernas Europa (AEN) tappade väljarstöd, medan Europeiska liberala, demokratiska och reformistiska partiet (ELDR) kom på tredje plats, följt av Europeiska gröna partiet (EGP). Europeiska demokratiska partiet (EDP) och Europeiska fria alliansen (EFA) lyckades att säkra mandat, men inte tillräckligt många för att bilda egna politiska grupper. Istället valde de att ingå i politiska grupper med andra partier. EUDemokraterna (EUD) misslyckades med att erhålla mandat.

### Valresultat efter politisk grupp och europeiskt parti
| Politiskt parti                                             | Röster      | Andel    | Mandat | EPP | S&D | ALDE | G/EFA | ECR | GUE/NGL | EFD | NI |
| ----------------------------------------------------------- | ----------- | -------- | ------ | --- | --- | ---- | ----- | --- | ------- | --- | -- |
| Europeiska folkpartiet                                      | 51 578 911  | 32,10 %  | 258    | 258 |     |      |       |     |         |     |    |
| Europeiska socialdemokratiska partiet                       | 28 688 138  | 17,86 %  | 161    |     | 161 |      |       |     |         |     |    |
| Europeiska liberala, demokratiska och reformistiska partiet | 14 491 734  | 9,02 %   | 74     |     |     | 74   |       |     |         |     |    |
| Europeiska gröna partiet                                    | 9 827 448   | 6,12 %   | 44     |     |     |      | 44    |     |         |     |    |
| Europeiska vänsterpartiet                                   | 3 743 883   | 2,33 %   | 18     |     |     |      |       |     | 18      |     |    |
| Alliansen för nationernas Europa                            | 2 177 631   | 1,36 %   | 19     |     |     |      |       | 16  |         | 3   |    |
| Europeiska demokratiska partiet                             | 1 601 652   | 1,00 %   | 9      |     |     | 9    |       |     |         |     |    |
| Europeiska fria alliansen                                   | 959 240     | 0,60 %   | 6      |     |     |      | 6     |     |         |     |    |
| EUDemokraterna                                              | 548 405     | 0,34 %   | 0      |     |     |      |       |     |         |     |    |
| Oberoende partier och kandidater                            | 47 055 386  | 29,29 %  | 147    | 7   | 23  | 1    | 5     | 39  | 17      | 29  | 26 |
| Totalt                                                      | 160 672 428 | 100,00 % | 736    | 265 | 184 | 84   | 55    | 55  | 35      | 32  | 26 |

| Röstberättigade | 386 640 813 |  | Antal röster | 166 162 291 |  | Giltiga röster | 160 672 428 |  | Ogiltiga röster | 5 489 863 |  |

### Valresultat efter politisk grupp och medlemsstat
| Medlemsstat        |            | EPP | S&D | ALDE | G/EFA | ECR | GUE/NGL | EFD | NI | Mandat | Valdeltagande |
| ------------------ | ---------- | --- | --- | ---- | ----- | --- | ------- | --- | -- | ------ | ------------- |
| Belgien            | (detaljer) | 5   | 5   | 5    | 4     | 1   | –       | –   | 2  | 22     | 90,39         |
| Bulgarien          | (detaljer) | 6   | 4   | 5    | –     | –   | –       | –   | 2  | 17     | 38,92         |
| Cypern             | (detaljer) | 2   | 2   | –    | –     | –   | 2       | –   | –  | 6      | 59,40         |
| Danmark            | (detaljer) | 1   | 4   | 3    | 2     | –   | 1       | 2   | –  | 13     | 59,54         |
| Estland            | (detaljer) | 1   | 1   | 3    | 1     | –   | –       | –   | –  | 6      | 43,88         |
| Finland            | (detaljer) | 4   | 2   | 4    | 2     | –   | –       | 1   | –  | 13     | 38,60         |
| Frankrike          | (detaljer) | 29  | 14  | 6    | 14    | –   | 5       | 1   | 3  | 72     | 40,63         |
| Grekland           | (detaljer) | 8   | 8   | –    | 1     | –   | 3       | 2   | –  | 22     | 52,54         |
| Irland             | (detaljer) | 4   | 3   | 4    | –     | –   | 1       | –   | –  | 12     | 57,57         |
| Italien            | (detaljer) | 35  | 21  | 7    | –     | –   | –       | 9   | –  | 72     | 65,14         |
| Lettland           | (detaljer) | 3   | 1   | 1    | 1     | 1   | 1       | –   | –  | 8      | 53,31         |
| Litauen            | (detaljer) | 4   | 3   | 2    | –     | 1   | –       | 2   | –  | 12     | 20,98         |
| Luxemburg          | (detaljer) | 3   | 1   | 1    | 1     | –   | –       | –   | –  | 6      | 90,76         |
| Malta              | (detaljer) | 2   | 3   | –    | –     | –   | –       | –   | –  | 5      | 78,79         |
| Nederländerna      | (detaljer) | 5   | 3   | 6    | 3     | 1   | 2       | 1   | 4  | 25     | 36,95         |
| Polen              | (detaljer) | 28  | 7   | –    | –     | 15  | –       | –   | –  | 50     | 24,53         |
| Portugal           | (detaljer) | 10  | 7   | –    | –     | –   | 5       | –   | –  | 22     | 36,78         |
| Rumänien           | (detaljer) | 14  | 11  | 5    | –     | –   | –       | –   | 3  | 33     | 27,67         |
| Slovakien          | (detaljer) | 6   | 5   | 1    | –     | –   | –       | 1   | –  | 13     | 19,64         |
| Slovenien          | (detaljer) | 3   | 2   | 2    | –     | –   | –       | –   | –  | 7      | 28,37         |
| Spanien            | (detaljer) | 23  | 21  | 2    | 2     | –   | 1       | –   | 1  | 50     | 44,90         |
| Storbritannien     | (detaljer) | –   | 13  | 11   | 5     | 26  | 1       | 13  | 3  | 72     | 34,70         |
| Sverige            | (detaljer) | 5   | 5   | 4    | 3     | –   | 1       | –   | –  | 18     | 45,53         |
| Tjeckien           | (detaljer) | 2   | 7   | –    | –     | 9   | 4       | –   | –  | 22     | 28,22         |
| Tyskland           | (detaljer) | 42  | 23  | 12   | 14    | –   | 8       | –   | –  | 99     | 43,27         |
| Ungern             | (detaljer) | 14  | 4   | –    | –     | 1   | –       | –   | 3  | 22     | 36,31         |
| Österrike          | (detaljer) | 6   | 4   | –    | 2     | –   | –       | –   | 5  | 17     | 45,97         |
| Europeiska unionen |            | 265 | 184 | 84   | 55    | 55  | 35      | 32  | 26 | 736    | 42,98         |

## Händelser efter valet

### Omgrupperingar

Mandatfördelningen efter politisk grupp efter valet.

Det nyvalda Europaparlamentet sammanträde den 14 juli 2009 för första gången efter valet. Då fastställdes parlamentets mandatfördelning. Till följd av valresultatet hade flera omgrupperingar skett bland de politiska grupperna. Den 23 juni 2009 ombildades Socialdemokratiska gruppen i Europaparlamentet (PES-gruppen) till Gruppen Progressiva förbundet av socialdemokrater i Europaparlamentet (S&D-gruppen) för att uppta alla ledamöter tillhörande italienska Demokratiska partiet, som tidigare hade varit splittrat mellan PES-gruppen och ALDE-gruppen. De högerextrema och euroskeptiska ledamöterna, som fick färre mandat i valet men från fler medlemsstater, bildade den 1 juli 2009 Gruppen Frihet och demokrati i Europa (EFD-gruppen), som ersatte Gruppen Oberoende/Demokrati (IND/DEM-gruppen). Den 22 juni 2009 bildades den nya konservativa och anti-federalistiska Gruppen Europeiska konservativa och reformister (ECR-gruppen) av bland annat brittiska Konservativa partiet och tjeckiska Medborgardemokraterna. Båda dessa partier hade innan valet ingått i EPP-ED-gruppen genom undergruppen Europademokrater (ED-gruppen). Till ECR-gruppen anslöt sig även ledamöter från flera andra konservativa partier, däribland polska Lag och rättvisa. Som ett resultat av detta ombildades EPP-ED-gruppen till EPP-gruppen den 17 juni 2009. En annan stor förändring var att irländska Fianna Fáil lämnade Gruppen Unionen för nationernas Europa (UEN-gruppen) till förmån för Gruppen Alliansen liberaler och demokrater för Europa (ALDE-gruppen). Detta ledde till att UEN-gruppen upplöstes.

### Valet av talman och vice talmän

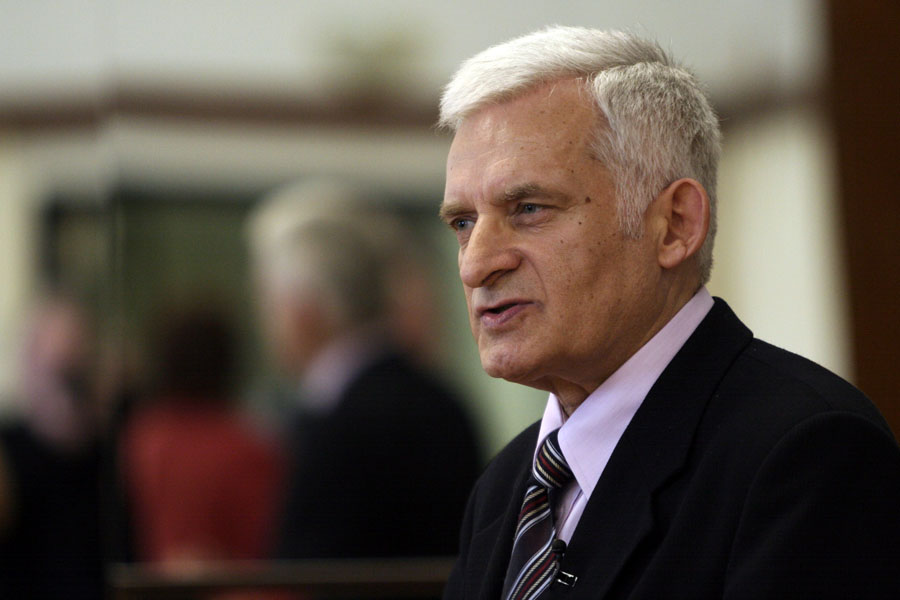
Jerzy Buzek (EPP) valdes till ny talman den 14 juli 2009.

Det nyvalda parlamentets första uppgift var att välja en talman och fjorton vice talmän. Det fanns rykten redan innan valet om att de två största politiska grupperna, kristdemokratiska EPP-gruppen och socialdemokratiska S&D-gruppen, hade kommit överens om att dela på talmansposten under den kommande valperioden. Denna uppgörelse bekräftades den 7 juli 2009. Uppgörelsen innebar att Jerzy Buzek (EPP) valdes till talman, i utbyte mot att EPP-gruppen senare skulle ge sitt stöd till en kandidat från S&D-gruppen. Den 7 januari 2009 meddelade Graham Watson, dåvarande gruppledare för liberala ALDE-gruppen, att han avsåg att kampanja under valet för att bli nästa talman. Det var första gången som någon öppet bedrev en kampanj för att bli parlamentets talman. Watson drog sig dock ur talmansvalet när uppgörelsen mellan kristdemokraterna och socialdemokraterna stod klar.
Italiens premiärminister Silvio Berlusconi och hans parti Frihetens folk (PdL) föreslog först en egen kandidat, italienaren Mario Mauro. Den 5 juli 2009 drog dock även Mauro tillbaka sin kandidatur till förmån för Buzek. Kvar var då endast GUE/NGL-gruppens kandidat, Eva-Britt Svensson, förutom Buzek själv. Under parlamentets första sammanträde den 14 juli 2009 valdes Buzek till ny talman i en sluten omröstning med röstsiffrorna 555 för Buzek och 89 för Svensson. Han blev därmed den första talmannen från någon av de medlemsstater som hade anslutit sig till unionen den 1 maj 2004. Efter valet av talman valdes även fjorton vice talmän. Valet skedde i tre valomgångar. I de två första omröstningarna krävdes en absolut majoritet för att bli vald, medan den tredje omröstningen endast krävde en relativ majoritet. I första omröstningen valdes tre kandidater, medan resterande elva valdes i den tredje och sista omröstningen. Ingen lyckades att uppnå en absolut majoritet i den andra valomgången.
Vid omröstningen misslyckades ECR-gruppen med att få sin kandidat, Michał Kamiński från polska Lag och rättvisa, vald. Istället valdes en annan ledamot från gruppen, Edward McMillan-Scott, som hade varit vice talman mellan 2004 och 2009. Han ställde upp som oberoende kandidat mot sin grupps vilja och fick stöd från ledamöter i de andra politiska grupperna. Detta var första gången som en ledamot blev vald till vice talman över gruppgränserna. McMillan-Scott uteslöts dock omedelbart från sitt politiska parti eftersom hans kandidatur hade hindrat den officiella kandidaten från att bli vald. McMillan-Scott anslöt sig senare till ALDE-gruppen.

### Valet av ny kommission

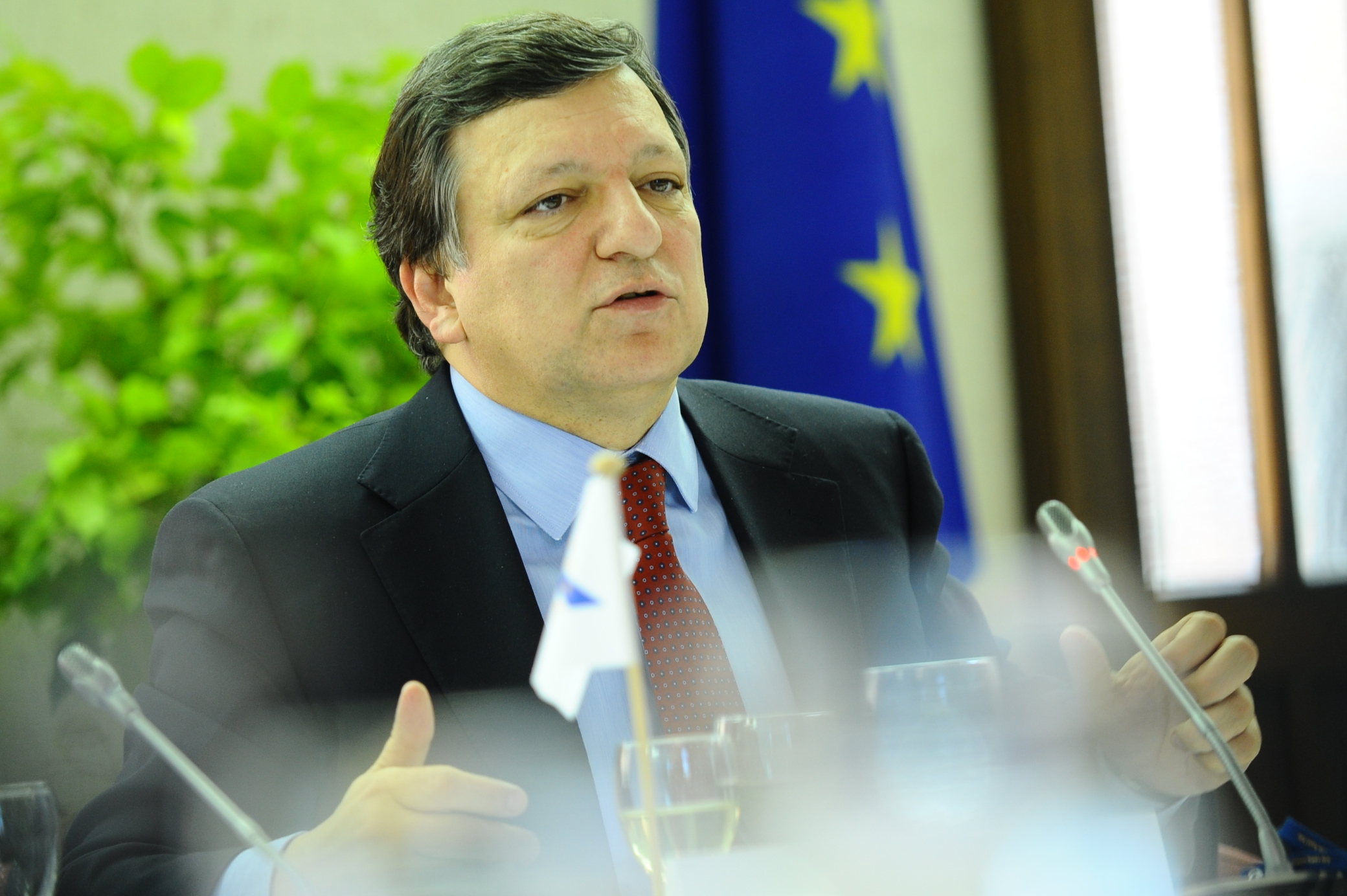
José Manuel Barroso (EPP) blev omvald som kommissionens ordförande.

En av de första stora politiska frågorna för det nyvalda parlamentet var valet av en ny ordförande för kommissionen. Den 9 juni 2009, två dagar efter att valet hade avslutats, meddelade den sittande ordföranden José Manuel Barroso (EPP) officiellt att han kandiderade för ytterligare en mandatperiod. Flera av medlemsstaternas stats- eller regeringschefer uttalade sitt stöd för Barrosos kandidatur. Den 18 juni 2009 ställde sig Europeiska rådet med enhällighet bakom kandidaturen. Europeiska rådet ville att parlamentet skulle godkänna den redan i juli månad, men omröstningen sköts upp på grund av oenighet mellan gruppledarna. Den 18 september 2009 godkände Europaparlamentet till slut Barrosos kandidatur i en sluten omröstning med röstsiffrorna 382 för och 219 emot.
Efter att Barrosos kandidatur hade blivit godkänd av parlamentet kunde han i samförstånd med medlemsstaternas företrädare utarbeta ett förslag till ny kommission. Enligt den ursprungliga planen skulle den nya kommissionen tillträda den 1 november 2009, men denna plan sprack eftersom både godkännandet av Barrosos kandidatur och ratificeringen av Lissabonfördraget hade fördröjts. Barrosos första förslag till ny kommission presenterades den 27 november 2009 och antogs av Europeiska unionens råd den 4 december 2009. I januari 2010 utfrågades de föreslagna kandidaterna av parlamentets utskott. Framför allt den bulgariska kandidaten Rumjana Zjeleva väckte motstånd i parlamentet, som i likhet med utnämningen av kommissionen Barroso I krävde att ett nytt förslag skulle läggas fram. Barroso tvingades därför att dra tillbaka sitt första förslag och presenterade ett andra förslag som antogs av rådet den 22 januari 2010. I det nya förslaget var Zjeleva ersatt av Kristalina Georgieva.
EPP-gruppen och ALDE-gruppen ställde sig positiva till Barrosos förslag till ny kommission och fick, efter interna diskussioner, även stöd av S&D-gruppen. G/EFA-gruppen och GUE/NGL-gruppen motsatte sig dock förslaget, medan ECR-gruppen beslutade att lägga ned sina röster vid omröstningen eftersom gruppen ansåg att förslaget saknade demokratisk legitimitet. Den 9 februari 2010 godkändes förslaget av Europaparlamentet i en sluten omröstning med röstsiffrorna 488 för och 137 emot. Kommissionen Barroso II utsågs av Europeiska rådet samma dag och tillträdde dagen därpå.